# Lanreótido
El lanreótido (INN) es un fármaco utilizado para el tratamiento de la acromegalia y los síntomas causados por tumores neuroendocrinos, en especial el síndrome carcinoide. Lo mismo que el octreótido, es un análogo de acción prolongada de la somatostatina. Su nombre código original fue BIM-23014.
El medicamento (como acetato de lanreótido) es manufacturado por la compañía francesa Ipsen. Se encuentra disponible en algunos países que incluyen al Reino Unido, Australia y Canadá; en Estados Unidos se autorizó la venta por parte de la FDA en agosto de 2007.

## Farmacología
Es un análogo sintético de la somatostatina, una hormona inhibidora natural que bloquea la liberación de otras hormonas, que incluyen a la hormona de crecimiento, tirotropina (TSH), insulina y glucagón. Se une al mismo receptor que la somatostatina (sst2 y sst5), en general con actividad similar. Sin embargo, mientras la somatostatina es metabolizada rápidamente (en minutos), el lanreótido tiene una vida media mucho más prolongada y sus efectos se extienden por más tiempo.

## Indicaciones
Este medicamento se usa en el tratamiento de la acromegalia, secundaria a tumores secretantes de hormona de crecimiento hipofisiarios y no hipofisiarios; para el manejo de los síntomas causados por tumores neuroendrocrinos, especialmente los tumores carcionides y  VIPomas. En Estados Unidos y Canadá, el lanreótido está indicado solo para el tratamiento de la acromegalia. En el Reino Unido, adicionalmente se utiliza para el manejo del adenoma hipofisiario productor de tirotropina, un tumor raro de la hipófisis secretor de TSH.
Como dato interesante, el lanreótido, por tratarse de un agente inhibidor del crecimiento, también muestra actividad contra tumores no endocrinos y eventualmente, junto a otros análogos de la somatostatina podría utilizarse como un medicamento antineoplásico en general.

## Efectos adversos
Los principales efectos colaterales del tratamiento son dolor de leve a moderado en el sitio de la inyección y molestias a nivel gastrointestinal, como diarrea, náuseas y vómito. Con tratamientos prolongados se han observado casos aislados de formación de cálculos biliares.

## Presentaciones
El lanreótido se encuentra disponible en dos presentaciones: una preparación de liberación sostenida (Somatuline LA), disponible para inyección intramuscular cada diez a catorce días, y otra preparación de liberación aún más extendida (Somatuline Autogel o Somatuline Depot) para administración subcutánea mensual.